# Blenina calena
Blenina calena är en fjärilsart som beskrevs av Swinhoe 1900. Blenina calena ingår i släktet Blenina och familjen trågspinnare. Inga underarter finns listade i Catalogue of Life.